# 2012년 하계 올림픽 이스라엘 선수단
2012년 하계 올림픽 이스라엘 선수단은 2012년 7월 27일에서 8월 12일까지 영국 런던에서 열린 2012년 하계 올림픽에 참가한 올림픽 이스라엘 선수단이다.

## 출전 선수
| 종목         | 남자 | 여자 | 전체 |
| ------------ | ---- | ---- | ---- |
| 육상         | 2    | 1    | 3    |
| 배드민턴     | 1    | 0    | 1    |
| 체조         | 2    | 8    | 10   |
| 유도         | 4    | 1    | 5    |
| 요트         | 3    | 4    | 7    |
| 사격         | 1    | 0    | 1    |
| 수영         | 4    | 1    | 5    |
| 싱크로나이즈 | 0    | 2    | 2    |
| 테니스       | 2    | 1    | 3    |
| 전체         | 19   | 18   | 37   |

## 같이 보기
- 올림픽 이스라엘 선수단